# Lost Paradise
Lost Paradise je prvním studiovým albem britské kapely Paradise Lost. Bylo vydáno 1990 u firmy Peaceville Records. Deska se nese ve stylu death/doom metalu a obsahuje včetně intra devět položek.

## Seznam skladeb
1. Intro
2. Deadly Inner Sense
3. Paradise Lost
4. Our Saviour
5. Rotting Misery
6. Frozen Illusion
7. Breeding Fear
8. Lost Paradise
9. Internal Torment II

## Sestava kapely na albu
- Nick Holmes – zpěv
- Gregor Mackintosh – kytara
- Aaron Aedy – kytara
- Stephen Edmondson – baskytara
- Matthew Archer – bicí